# Камакура
Камакура (яп. 鎌倉市 Камакура-си) — один из древних городов Японии, был основан в 1192 году. Расположен в префектуре Канагава, на острове Хонсю. Площадь города составляет 39,60 км², население — 173 458 человек (1 августа 2014), плотность населения — 4380,25 чел./км².
Город с трёх сторон окружен лесистыми горами, а с юга выходит на залив Сагами. Климат Камакуры мягок. Это идеальный зимний и летний курорт.

## История
Основателем Камакуры является Минамото но Ёритомо.
В 1180 году он привёл в Камакуру свои войска и сделал её своей резиденцией: окружённая горами и морем, Камакура представляла собой естественную крепость, легко защищаемую от врагов. Здесь обосновалось бакуфу — правительство, подчинявшееся сёгуну.
После падения Камакурского сёгуната, просуществовавшего с 1185 по 1333 год, бывшая столица пришла в запустение, превратилась в обычную деревню и только в эпоху Мэйдзи началась её новая жизнь, после того как она стала привлекать художников и писателей.
В 1980 году японская компания «Мицубиси» построила в Камакуре завод спутников связи (который уже в 1980 году обеспечивал возможность одновременного производства до четырёх спутников связи массой более 350 кг).

## Достопримечательности

Будда из Камакуры

Древние правители Камакуры покровительствовали религии и искусству, приглашали известных китайских монахов.
Сегодня в Камакуре насчитывается 176 синтоистских и буддистских храмов.
Камакура известна бронзовой статуей Дайбуцу — Великого Будды, второй по величине в Японии (первая находится в Наре). Её высота — 11,4 м, масса — 93 тонны. Будда сидит под открытым небом, зелёные холмы создают прекрасный фон. Статуя была отлита в 1252 году. Расположена в храме Котоку-ин.

### Аманава Симмэй
Древнейшим синтоистским храмом Камакуры является храм Аманава Симмэй, построенный в 710 году.

### Сугимото-дэра
Первым буддистским храмом является Сугимото-дэра, основанный в 734 году.

### Хасэ Каннон
Хасэ-дэра, обычно называемый Хасэ Каннон, — также буддистский храм. По преданию, был возведён в 736 году. В основном строении храма находится известная позолоченная скульптура одиннадцатиголовой богини Каннон. Её высота — 9,3 м, это самая высокая деревянная скульптура в Японии. По преданию, она была изготовлена в 721 году. Другой достопримечательностью храма является гигантский колокол, отлитый в 1264 году — самый древний в Камакуре. Он объявлен важнейшей культурной ценностью Японии.

### Энгаку-дзи
Храм Энгаку-дзи — один из известных храмов школы Дзэн. Он состоит из нескольких строений, вокруг растут криптомерии. Наиболее интересное строение — Сяридэн, или Зал святых реликвий Будды. Он объявлен национальным достоянием Японии. Здание возведено в 1282 году — сейчас это самое старое здание китайской архитектуры в стране.

### Токэй-дзи
Храм Токэй-дзи — храм школы Дзэн, основанный в 1285 году. В феодальные времена храм имел название Храм разводов, поскольку служил местом ссылки для нелюбимых жен. Сейчас храм известен цветением слив в феврале, магнолий и персиков в марте-апреле, пионов в апреле-мае, ирисов — в мае-июне.

### Кэнтё-дзи
Храм Кэнтё-дзи также принадлежит школе Дзэн. Он был основан в 1253 году, в 1415 году сгорел, был отстроен, потом горел ещё неоднократно. Но всё же в храме сохранились старинные предметы, в частности объявленный национальным достоянием Японии бронзовый колокол, отлитый в 1255 году. Интересны для осмотра основное здание, китайские ворота и изображение пятого правителя периода Камакура — Токиёри Ходзё.

### Цуругаока Хатимангу
Храм Цуругаока Хатимангу — одна из главных достопримечательностей Камакуры. Окружённый сакурами и зарослями азалий, он весьма живописен. Храм построен в 1063 году предком Ёритомо — Ёриёси — в честь бога Хатимана, который считался покровителем рода Минамото. Ёритомо в 1180 году сменил расположение древнего храма, отведя ему более видное место — водрузив на вершину холма Цуругаока (Журавлиный холм). Современные постройки датируются 1828 годом.

### Музеи
Камакурский музей национальных сокровищ, открытый в 1928 году, экспонирует 420 предметов искусства, множество исторических документов. Среди экспонатов выделяется коллекция предметов секты Дзэн, гравюры укиё-э.
Музей современного искусства находится рядом с прудом Хэйкэ, был построен в 1951 году, а в 1966 году к нему было пристроено новое крыло. Здесь экспонируется 120 произведений живописи, графики, скульптуры японских мастеров.

## Правительство и администрация
Руководством города Камакуры являются мэр и городской совет, избираемый на публичных выборах. В настоящее время пост мэра занимает Takashi Matsuo. Городской совет состоит из 28 членов.

## Города-побратимы
- Ницца, Франция (1966)
- Хаги, Япония (1979)
- Уэда, Япония (1979)
- Асикага, Япония (1982)
- Дуньхуан, Китай (1998)
- Нашвилл, шт. Теннесси, США (2014)